# Tom Daley: 1.6 Seconds
Tom Daley: 1.6 Seconds je britský dokumentární film z roku 2025, který režíroval Vaughan Sivell podle vlastního scénáře. Snímek měl světovou premiéru dne 1. července 2025.

## Děj
Film sleduje sportovní kariéru i osobní život britského skokana do vody Toma Daleye od jeho počátků v Plymouthu až po účast na olympijských hrách v Pekingu (2008), Londýně (2012), Riu (2016), Tokiu (2021) a Paříži (2024).